# Chiesa di San Giorgio Martire (Gradiscutta)
La chiesa di San Giorgio Martire è la parrocchiale di Gradiscutta di Varmo.

## Storia
La primitiva chiesa di Gradiscutta venne costruita nel Cinquecento. Detto edificio, allo smembramento del patriarcato di Aquileia, avvenuto nel 1751, fu assegnato all'arcidiocesi di Gorizia, in quanto territorio austriaco. Nel 1818 la chiesa di Gradiscutta passò all'arcidiocesi di Udine. Nel 1900 venne costruita l'attuale chiesa, elevata a parrocchiale nel 1926 e consacrata nel 1930. L'edificio fu poi ristrutturato nel 1980.